# Государственный комитет СССР

На печатях государственных комитетов СССР был изображен Герб СССР

Госуда́рственный комите́т СССР, госуда́рственный комите́т Сове́та Мини́стров СССР (аббр. разг. госкомитет) — центральный орган государственного управления в СССР, осуществлявший межотраслевое управление.
Наряду с союзными министерствами и агентствами госкомитеты осуществляли свою деятельность в рамках правительства СССР (Совета министров СССР).

## История
История государственных органов межотраслевого управления СССР берёт начало в годы Гражданской войны. Образованный Советом Народных Комиссаров РСФСР в 1918 году Совет рабочей и крестьянской обороны РСФСР стал постоянно действующим органом по координации деятельности военных, продовольственных и снабженческих учреждений в целях обеспечения обороны страны и хозяйственного строительства. Его постановления являлись обязательными для исполнения всеми учреждениями. Позднее Совет рабочей и крестьянской обороны был преобразован в Совет Труда и Обороны (СТО) и деятельность последнего регламентировалась специальным положением о СТО, где были закреплены его полномочия как межотраслевого хозяйственного органа. С развитием советской экономики при СТО начали образовываться постоянно действующие органы, как правило, межведомственного характера, многие из которых затем превратились в самостоятельные учреждения с сетью вспомогательных органов и комиссий. Среди прочих центральных государственных органов, в 1925 году при СТО был учреждён Комитет по стандартизации, который стал центральным органом СССР по стандартизации; в 1930 году был создан Комитет промысловой кооперации и кустарной промышленности, в 1936 году — Всесоюзный комитет по делам высшей школы и Комитет по делам искусств. Председатели последних вошли в состав Совета Народных Комиссаров СССР (СНК).
Словосочетание «государственный комитет» появилось в практике государственного управления в июне 1941 года, когда совместным постановлением Президиума Верховного Совета СССР, Совета Народных Комиссаров СССР и Центрального Комитета ВКП(б) был создан чрезвычайный, надгосударственный орган управления — Государственный комитет обороны (ГКО) — обладавший всей полнотой власти в СССР в военное время. Одним из первых государственных комитетов, действовавших в рамках правительства, был созданный в мае 1950 года Государственный комитет Совета Министров СССР по делам строительства. Однако в Конституции СССР органы с таким обозначением появились лишь в 1953 году, после того, как комитеты при союзном правительстве стали именоваться государственными комитетами Совета Министров СССР. Государственным комитетам отводилась значительная роль, и их председатели входили в состав правительства наряду с министрами.
Государственные комитеты играли существенную роль в реализации экономической реформы в 1957—65 годы. Желание советского руководства во главе с председателем Совета министров СССР Н. С. Хрущёвым децентрализовать систему управления промышленностью вызвало упразднение в 1957 году большинства министерства, занимавшихся управлением промышленностью и строительством, с передачей подведомственных министерствам предприятий в непосредственное подчинение совнархозам. Однако попытка децентрализации и замены отраслевого принципа управления на территориальный привела к дезинтеграции экономических и производственных связей, и в 1963—1965 годы на месте упразднённых министерств стали появляться государственные производственные комитеты СССР. Эти комитеты действовали одновременно с другими, «непроизводственными» госкомитетами, и осуществляли на союзном уровне отраслевую координацию деятельности предприятий, подчинявшихся совнархозам. В частности, были образованы государственные производственные комитеты по энергетике и электрификации, по рыбному хозяйству, по монтажным и специальным строительным работам, по орошаемому земледелию и водному хозяйству, по газовой промышленности, по транспортному строительству. В отличие от председателей госкомитетов Совета министров СССР, председатели производственных комитетов не входили в состав правительства, что подчеркивало их второстепенный статус в системе управления промышленностью посредством совнархозов. После свёртывания реформы, государственные производственные комитеты были преобразованы в 1965 году в отраслевые министерства.
До середины 1970-х годов ни один из документов, регламентировавших деятельность советского правительства — в том числе утверждённое ЦИК СССР в 1923 году "Положение о Совете Народных Комиссаров Союза ССР, Конституция СССР 1924 года и Конституция СССР 1936 года — не содержал положений, определяющих правовой статус и полномочия государственных комитетов. Правовое закрепление комитеты получили в Конституции СССР 1977 года, а Закон СССР от 5 июля 1978 года «О Совете Министров СССР» определил их правовой статус как центральных органов государственного управления, а также установил подчинённость, цель деятельности, основные полномочия и руководящие органы. В 1978 году все государственные комитеты Совета Министров СССР были переименованы в государственные комитеты СССР.
В 1970-80-е годы углубилась и расширилась интеграция между отраслями экономики Советского Союза, выросли связи между экономическими районами страны, усложнились механизмы планирования и управления. В связи с этим, деятельность отраслевых министерств стала приобретать характер межотраслевого управления и, как следствие, к концу 1980-х годов функциональные различия между министерствами и госкомитетами стёрлись. С образованием Кабинета Министров СССР 26 декабря 1990 года государственные комитеты перестали выделяться в особую категорию центральных органов государственного управления СССР, а председатели госкомитетов стали именоваться министрами.
В связи с продолжающимся распадом Советского Союза, действовавшие на 1 декабря 1991 года государственные комитеты СССР прекратили свои управленческие функции и в двухмесячный срок были упразднены, а их собственность и имущество поступили в распоряжение Совета Министров РСФСР и правительств других государств-членов Экономического сообщества(между союзными республиками и республиками, заявившими о выходе из состава Союза ССР). Тем не менее, отдельные госкомитеты — включая Комитет стандартизации и метрологии (Госстандарт СССР) — продолжали функционировать в качестве межгосударственных органов управления в течение 1992 года до их ликвидации.

## Подчинённость
В разные годы государственные комитеты СССР подчинялись разным высшим органам государственной власти и управления страны.
1946—1977 годы
До 1978 года в системе государственного управления в разные периоды времени одновременно действовало несколько типов государственных комитетов: государственные комитеты Совета министров СССР, государственные комитеты СССР и государственные производственные комитеты СССР. Все они, независимо от своего наименования, обладали статусом центральных органов государственного управления — полномочиями создавать, реорганизовывать и упразднять госкомитеты обладал только Верховный совет СССР. В 1963 году Совет министров получил конституционные полномочия самостоятельно создавать некоторые государственные комитеты СССР, однако за Верховным советом СССР сохранилось право создавать госкомитеты независимо от правительства и назначать и освобождать от должности председателей госкомитетов. Председатель госкомитета входил в состав Правительства СССР наравне с министрами СССР. Исключением были государственные производственные комитеты СССР — их председатели в состав союзного правительства не входили.
1978—1990 годы
С принятием Конституции СССР 1977 года, все государственные комитеты получили статус центральных органов государственного управления с правами межотраслевых министерств. Изменился порядок назначения председателей госкомитетов — они могли быть назначены и освобождены от должности главой правительства, однако для этого требовалось получить разрешение Верховного Совета СССР (в период между сессиями Верховного Совета СССР — Президиума Верховного Совета СССР) по предложению главы правительства СССР (с 1990 года — президента СССР).
Начиная с середины 1970-х годов деятельность государственных комитетов СССР в целом регулировалась Конституцией СССР и Законом СССР от 5 июля 1978 года «О Совете Министров СССР», в то время как деятельность каждого госкомитета в отдельности определялась соответствующим положением о государственном комитете СССР, которое утверждалось Правительством СССР. Правительство также устанавливало структуру центрального аппарата госкомитета и порядок внесения в неё изменений. Эта практика сохранилась до последних дней существования органов государственного управления СССР.
После введения в конце 1990 года поста Президента СССР с переподчинением ему Правительства СССР, положение государственных комитетов в иерархии органов управления СССР не изменилось — они до последних дней существования Советского Союза продолжали оставаться центральными органами государственного управления и их взаимоотношения с Правительством СССР продолжали базироваться на тех же принципах, которые были заложены до появления института Президента СССР. При этом, как и в прошлые годы, председатель госкомитета мог быть назначен и снят с должности решением Верховного Совета СССР по предложению Президента СССР.
1991-1992 годы
С сентября 1991 года все руководители общесоюзных органов управления, включая председателей госкомитетов, стали подотчётны в своей деятельности одновременно Президенту СССР и Государственному Совету СССР.
Взаимоотношения с Правительством СССР
Следует подчеркнуть, что госкомитеты в период с 1978 по 1991 годы, до последнего дня своего существования, обладали статусом центральных органов государственного управления СССР и благодаря этому статусу не находились в непосредственном подчинении Правительства СССР.
Председатель госкомитета организовывал деятельность вверенного ему учреждения на основе и во исполнение законов СССР, решений Верховного Совета СССР и решений Правительства СССР, а также нёс персональную ответственность за проведение в жизнь принятых решений.

## Полномочия
Будучи центральными органами государственного управления Советского Союза, государственные комитеты СССР по своим полномочиям подразделялись на общесоюзные и союзно-республиканские (аналогично министерствам СССР).
Общесоюзные государственные комитеты СССР осуществляли межотраслевое управление на всей территории СССР непосредственно либо через создаваемые ими органы.
Союзно-республиканские государственные комитеты СССР также осуществляли межотраслевое управление, однако в отличие от общесоюзных госкомитетов они управляли отраслями не напрямую, а опосредованно, как правило, через соответствующие государственные комитеты и другие органы республик Союза ССР и автономных республик. К примеру, в ведении Государственного комитета СССР по делам строительства (Госстроя СССР) находились соответствующие республиканские органы по делам строительства; эти органы одновременно подчинялись Госстрою СССР и правительству республики Союза ССР, в рамках которого они были созданы. В частности, в РСФСР действовал Госстрой РСФСР, в Украинской ССР — Госстрой УССР и т. д. В некоторых случаях союзно-республиканские госкомитеты могли, также как и общесоюзные госкомитеты, напрямую управлять отдельными предприятиями и объединениями, иными организациями и учреждениями, находящимися в союзном подчинении.
Государственные комитеты СССР в пределах своей компетенции имели право издавать акты на основе и во исполнение законов СССР, решений Верховного Совета СССР и его Президиума, постановлений и распоряжений Совета Министров СССР, а также должны были организовывать и проверять их исполнение. Правовые нормативные акты, издаваемые госкомитетами СССР в пределах их компетенции, были обязательны для исполнения всеми министерствами, ведомствами, учреждениями, организациями и предприятиями страны.
Госкомитеты имели широкие права, касающиеся создания, реогранизации и ликвидации подведомственных им предприятий, объединений, организаций и учреждений. Взаимоотношения госкомитетов с подведомственными им структурами регулировались «Общим положением о Министерствах СССР». В частности, госкомитету предписывалось строго соблюдать права подведомственных органов, а также предусмотренные Положением о социалистическом государственном производственном предприятии и другими актами законодательства права́ подведомственных госкомитету предприятий, организаций и учреждений и всемерно содействовать развитию их хозяйственной самостоятельности и инициативы.
В рамках крупных государственных комитетов СССР действовали подведомственные им госкомитеты. К примеру, при Госстрое СССР функционировал Государственный комитет по гражданскому строительству и архитектуре (Госгражданстрой). Положение о нём утверждалось непосредственно Советом Министров СССР, а указания Госгражданстроя по вопросам, входящим в его компетенцию, были обязательными для всех организаций, учреждений и предприятий СССР.
Совокупность органов управления всех уровней и подведомственных им предприятий, организаций и учреждений, деятельность которых относилась (целиком или частично) к компетенции госкомитета, называлась «единой системой» данного государственного комитета. К примеру, в единую систему Государственного комитета СССР по лесному хозяйству (Госкомлес СССР) помимо самого Госкомлеса СССР также входили государственные комитеты и министерства лесного хозяйства и другие союзно-республиканские органы управления лесным хозяйством союзных республик; органы управления лесным хозяйством в областях, краях и автономных республиках, а также подведомственные им лесохозяйственные, лесоустроительные, лесомелиоративные предприятия и организации, органы государственной лесной инспекции, научно-исследовательские, проектные, проектно-изыскательские и проектно-конструкторские организации, учебные заведения и другие подведомственные предприятия, организации и учреждения.

## Руководящие органы

### Председатель государственного комитета
Во главе госкомитета стоял председатель государственного комитета СССР. До 1978 года исключительное право назначать и освобождать от должности председателей госкомитетов принадлежало правительству СССР, а начиная с 1978 года председателей госкомитетов назначал Верховный Совет СССР по предложению главы союзного правительства (с 1990 года — по предложению Президента СССР). По своему рангу председатель госкомитета входил в состав правительства СССР и мог быть освобождён от должности только решением Верховного Совета СССР или Президиума Верховного Совета СССР по представлению главы правительства.
Председатель госкомитета нёс персональную ответственность за выполнение вверенным ему госкомитетом поставленных перед ним задач и за осуществление госкомитетом своих функций. С сентября 1991 года все руководители общесоюзных органов, включая председателей госкомитетов, стали подотчётны в своей деятельности Президенту СССР, Государственному Совету СССР и Верховному Совету СССР.
Председатель государственного комитета самостоятельно утверждал штатное расписание центрального аппарата госкомитета и положения о его структурных подразделениях, а также структуру и численность работников центрального аппарата подведомственных госкомитету учреждений.

### Коллегия
При государственном комитете действовала коллегия — совещательно-распорядительный орган в составе председателя госкомитета, его заместителей, а также других руководящих работников госкомитета. Члены коллегии утверждались Правительством СССР. Деятельность коллегии регламентировалась положением о госкомитете.
Функции коллегии заключались в регулярном проведении заседаний, на которых рассматривались основные вопросы развития отраслей в ведении госкомитета; обсуждались вопросы практического руководства подведомственными предприятиями, организациями и учреждениями; рассматривались вопросы подбора и использования кадров, проекты важнейших приказов, положений, правил и инструкций; заслушивались отчёты о проверке исполнения решений коллегии, доклады руководителей органов управления союзных и автономных республик, отчёты управлений и отделов госкомитета и предприятий, организаций и учреждений, входящих в систему госкомитета; рассматривались другие вопросы деятельности государственного комитета.
Решения коллегии оформлялись протоколами и проводились в жизнь, как правило, приказами председателя госкомитета. В случае разногласий между председателем госкомитета и коллегией, решения председателя имели превалирующую силу. При этом председатель госкомитета должен был доложить о возникших разногласиях Правительству СССР, а члены коллегии, в свою очередь, могли сообщить правительству своё мнение.

## Состав государственных комитетов в Правительстве СССР
За время существования государственных комитетов в системе центральных органов государственного управления СССР, они многократно подвергались реорганизации. По причине слияния, расчленения, преобразования в министерства и упразднения, менялся их состав, наименования и области деятельности.
Процессы реорганизации госкомитетов усилились в последние годы существования СССР в связи с попыткой советского и партийного руководства страны реформировать экономическую систему Советского Союза. Несмотря на обострение общей экономической ситуации в СССР и потерю советским Правительством контроля над экономикой государства, реорганизация госкомитетов продолжалась до декабря 1991 года. В это же время в наименовании вновь образованных и реогранизованных комитетов перестало употребляться слово «государственный».
В составе Межреспубликанского экономического комитета СССР, по факту последнего Правительства СССР, действовало около 20 комитетов в статусе центральных государственных органов межотраслевого управления.